# Excenter

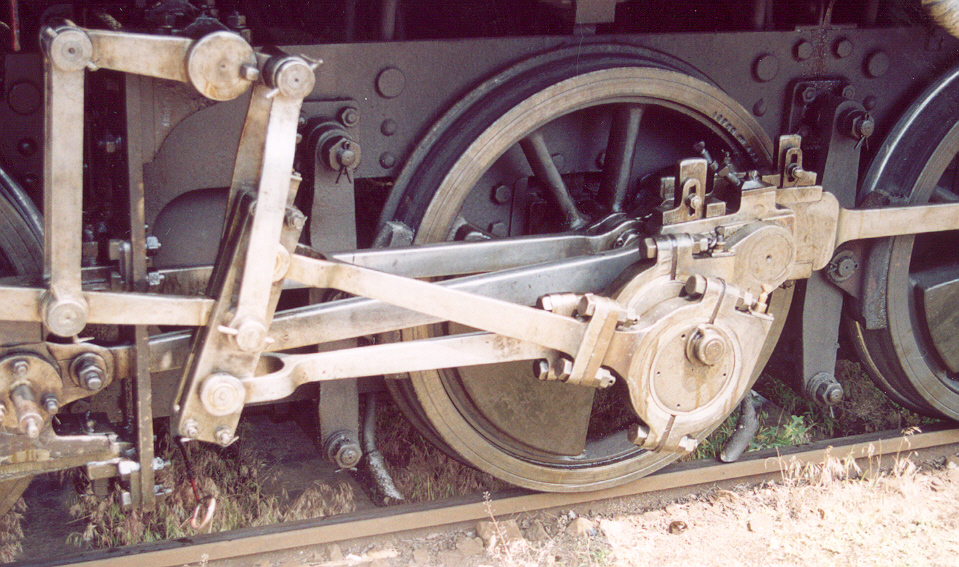
Excenter på ett ånglok som styr slidmekanismen

Excenter är en mekanism som omvandlar en roterande rörelse till en fram- och återgående rörelse där excenterns diameter är större än excentriciteten.
Andra mekanismer med samma funktion är:
- Vevaxel där tappens diameter är mindre än vevslängens diameter.
- Vev som är en axel med vevarm och tapp som drivs med handkraft eller pedaler.

Mekanismen utgörs av en plan skiva vars omkrets vanligen är formad som en cirkel, men ibland också som en annan kroklinje. Den cirkelformiga excenterskivan roterar kring en punkt som inte sammanfaller med axelns medelpunkt.
Excentermekanismer används där tryckkrafterna är stora, till exempel i excenterpressar och stenkrossar. Men även för att styra slider, till exempel på ångmaskiner. Excentermekanismer används ibland för att justera spänningen i kedjeöverföringar, till exempel i cyklars trampnav där man genom en enkel vridning kan justera kedjespänningen.
Mekanismen uppfanns på 1780-talet av Murdock.